# Stock 2
Stock 2 oder Muskelmännchen ist ein Offener Sternhaufen im Sternbild Kassiopeia (Cas). Seinen Alternativnamen verdankt er der besonderen Anordnung einiger seiner hellen Sterne, die an die Form eines Gewichthebers erinnert. Benannt ist der Sternhaufen nach dem deutschen Astronomen Jürgen Stock (1923–2004). Er trägt die Nummer 2 in dessen im Jahr 1954 erstellter Katalog von 24 Sternansammlungen.
Der Sternhaufen erscheint etwa 1° groß und befindet sich ca. 2° nordnordöstlich des bekannten Doppel-Sternhaufens h (NGC 869) und {\displaystyle \chi } (NGC 884) Persei. Er ist in etwa 988 Lichtjahre (303 pc) entfernt und hat somit einen Durchmesser von etwa 5 pc. Auf der Nordhalbkugel ist der Sternhaufen bis in mittlere Breiten zirkumpolar und kann am besten zwischen Oktober und März beobachtet werden.
Er liegt im Orionarm der Milchstraße nahe bei verschiedenen Molekülwolken, die den Bereich zwischen den Sternbildern Kassiopeia und Giraffe verschleiern. Analyse der Spektralklassen seiner Sterne hat viele Sterne der Klassen A und F und vergleichsweise wenige der Klassen O und B gefunden. Daher wird sein Alter mit etwa 170 Mio. Jahre angegeben.

## Beobachtung in der Amateurastronomie
Der Sternhaufen liegt in einem dichten Sternfeld und erscheint dort eher als eine Verdichtung denn als ein offener Sternhaufen. Er ist Beobachtern aller Erfahrungsstufen Beobachtungserfolg zugänglich. Ähnlich wie der "Eulenhaufen" (NGC 457) ist das Muskelmännchen bei Sternführungen ein gern gezeigtes Objekt, da es aufgrund seiner Anordnung der Sterne die Begeisterung von Laienbeobachtern weckt. Auch fotografisch ist das Muskelmännchen schon mit einfacher Ausrüstung, wie einem 50-mm-Objektiv an einer Spiegelreflexkamera abbildbar, etwa bei ISO1600 und Blende 2,8 mit einer Belichtungszeit von 5 Sekunden.
Mit dem 10x50-Fernglas kann man bereits mehrere Dutzend Sterne der 8. bis 9. Größenordnung beobachten, die sich in Ost-West-Richtung erstrecken. Schon bei 20-facher Vergrößerung und mit relativ kleinen Teleskopen (z. B. 88 mm) lassen sich die Einzelsterne deutlich auflösen und das Muster der Sterne erkennen. Im 120-mm-Teleskop sind unter guten Bedingungen mehrere hundert Sterne bis zur 12. Größenordnung erkennbar. Ab ca. 70-facher Vergrößerung verschwindet die sichtbare Struktur des Sternhaufens zunehmend und das markante Sternmuster löst sich auf.